# Бозкольський сільський округ
Бозко́льський сільський округ (каз. Бозкөл ауылдық округі, рос. Бозкольский сельский округ) — адміністративна одиниця у складі Казалінського району Кизилординської області Казахстану. Адміністративний центр та єдиний населений пункт — село Бозколь.
Населення — 911 осіб (2021; 988 у 2009, 1082 у 1999, 1184 у 1989).
Станом на 1989 рік існувала Бозкольська сільська рада (села Бозколь, Лакали, Тасарик). Пізніше села Лакали та Тасарик утворили окремий Тасарицький сільський округ.